# Sterna Island
Sterna Island ist eine kleine Insel vor der Graham-Küste des Grahamlands im Norden der Antarktischen Halbinsel. Sie liegt 1,1 km nördlich der Darboux-Insel.
Teilnehmer der British Graham Land Expedition (1934–1937) unter der Leitung des australischen Polarforschers John Rymill kartierten sie. Das UK Antarctic Place-Names Committee benannte sie 1959 nach der hier in großer Zahl brütenden Antipodenseeschwalbe (Sterna vittata).